# Torneo Internacional de la CTFA
El Torneo Internacional de la CTFA (en chino: 2017 中華 足協 邀請賽 邀請賽) fue una competición internacional de fútbol celebrada en Taipéi, Taiwán, del 1 al 5 de diciembre de 2017. El torneo fue organizado por la Asociación de Fútbol de China Taipéi (CTFA).

## Sedes
| Ciudad | Estadio                     | Capacidad |
| ------ | --------------------------- | --------- |
| Taipéi | Estadio Municipal de Taipéi | 20.000    |

## Participantes
- China Taipéi
- Laos
- Filipinas
- Timor Oriental

## Clasificación
| Equipo         | PJ | PG | PE | PP | GF | GC | Dif. | PTS |
| -------------- | -- | -- | -- | -- | -- | -- | ---- | --- |
| China Taipéi   | 3  | 3  | 0  | 0  | 8  | 1  | +7   | 9   |
| Filipinas      | 3  | 1  | 0  | 2  | 3  | 5  | –2   | 3   |
| Timor Oriental | 3  | 1  | 0  | 2  | 3  | 5  | –2   | 3   |
| Laos           | 3  | 1  | 0  | 2  | 3  | 6  | –3   | 3   |

### Partidos
| 1 de diciembre de 2017 | Laos                | 1-3     | Filipinas                                        | Estadio Municipal de Taipéi, Taipéi |                          |
| 16:00                  | Kongmathilath 90+5' | Reporte | Phil Younghusband 35' · Guirado 47' · Miyagi 89' | Árbitro(s): Yu Ming-Hsun            | Árbitro(s): Yu Ming-Hsun |

| 3 de diciembre de 2017 | Laos                                               | 2-1     | Timor Oriental    | Estadio Municipal de Taipéi, Taipéi |                             |
| 16:00                  | Nonmany Chiu 2' (pen.) · Natphasouk Soukchinda 41' | Reporte | Henrique Cruz 84' | Árbitro(s): Chen Hsin-Chuan         | Árbitro(s): Chen Hsin-Chuan |

| 3 de diciembre de 2017 | China Taipéi                         | 3-0     | Filipinas | Estadio Municipal de Taipéi, Taipéi |                              |
| 19:00                  | Li Mao 38', 63' · Chen Ting-yang 81' | Reporte |           | Árbitro(s): Pranjal Banerjee        | Árbitro(s): Pranjal Banerjee |

| 4 de diciembre de 2017 | China Taipéi                                              | 3-1     | Timor Oriental  | Estadio Municipal de Taipéi, Taipéi |                              |
| 19:00                  | Wen Chih-hao 20' · Chen Ting-yang 63' · Chen Po-liang 77' | Reporte | Rufino Gama 58' | Árbitro(s): Ali Al Samaheeji        | Árbitro(s): Ali Al Samaheeji |

| 5 de diciembre de 2017 | Timor Oriental      | 1-0     | Filipinas | Estadio Municipal de Taipéi, Taipéi |                           |
| 16:00                  | Silveiro Garcia 89' | Reporte |           | Árbitro(s): Kao Jung-Fang           | Árbitro(s): Kao Jung-Fang |

| 5 de diciembre de 2017 | China Taipéi   | 2-0     | Laos | Estadio Municipal de Taipéi, Taipéi |                              |
| 19:00                  | Li Mao 9', 12' | Reporte |      | Árbitro(s): Pranjal Banerjee        | Árbitro(s): Pranjal Banerjee |

## Campeón
| Torneo Internacional de la CTFA 2017 |
| ------------------------------------ |
| Bandera de China Taipéi              |
| China Taipéi                         |

## Goleadores
| 4 goles - Li Mao | 2 goles - Chen Ting-yang | 1 gol - Phil Younghusband - Ángel Guirado - Kintaro Miyagi - Phitack Kongmathilath - Chiu Nonmany - Soukchinda Natphasouk - Henrique Cruz - Rufino Gama - Silveiro Garcia - Chen Po-liang - Wen Chih-hao |